# Triplophysa pseudoscleroptera
 Triplophysa pseudoscleroptera és una espècie de peix de la família dels balitòrids i de l'ordre dels cipriniformes.

## Morfologia
Els mascles poden assolir els 13,9 cm de longitud total.

## Distribució geogràfica
Es troba a Àsia: riu Iang-tsé.